# 海洋聯盟
海洋聯盟(Ocean University Alliance)  為具有海洋領域研究及教學資源之台灣海洋大學、台北海洋科技大學、高雄科技大學等3校，為求資源整合與發展，2021年11月23日宣布成立。

## 聯盟成員
- 國立臺灣海洋大學
- 台北海洋科技大學
- 國立高雄科技大學